# 金沢大学がん進展制御研究所
金沢大学がん進展制御研究所（英語: Cancer Research Institute of Kanazawa University）は、金沢大学の附置研究所で、「がんに関する学理及びその応用研究」を目的として1967年がんに設立された研究所である。本部は金沢大学角間キャンパス、腫瘍制御研究分野・腫瘍内科研究分野は金沢大学宝町キャンパスに所在する。
本項では、前身となる金沢大学結核研究所や金沢大学医学部附属癌研究施設についても記述する。

## 概要
1967年（昭和42年）5月31日に、金沢大学結核研究所と金沢大学医学部癌研究施設を統合・改組し「金沢大学がん研究所」として出来た研究所である。2011年4月に「がん進展制御研究所」と改称した。
2010年度に文部科学省の共同利用・共同研究拠点「がんの転移・薬剤耐性に関わる先導的共同研究拠点」に認定されている。

## 前史

### 結核研究所 (1942-1967)
1939年（昭和14年）頃から、金沢医科大学（現：金沢大学医学部）薬物学教室において、岡本肇助教授らによる結核化学療法に関する研究が進められていた。「金沢医科大学は結核の総合的研究の遂行に最適の条件にある」との理解の下に、1941年「結核の化学療法に関する研究」を目的とした結核研究施設が附置された。
1949年、金沢医科大学結核研究所は金沢大学に移管・附置される。
1957年、国立大学に附置された結核研究所（北海道大学結核研究所、東北大学抗酸菌病研究所、東京大学伝染病研究所、京都大学結核研究所、大阪大学微生物病研究所、金沢大学結核研究所）が、協力して結核に関する知見に寄与する目的で結核談話会を設立し、第1回談話会は金沢で開催された。1966年第10回談話会でも再度金沢大学結核研究所が主催した。

### 医学部附属癌研究施設 (1961-1967)
金沢大学医学部に癌研究施設を設置しようとする計画は、1960年頃から岡本肇医学部長より文部省に要望されていた。当時名古屋大学医学部からも同じ要求がなされていたが、結局1961年4月「癌の基礎生物学的研究」を目的として金沢大学医学部に附設された。これは、金沢大学におけるがん研究の実績が文部省に高く評価されたためと見られている。
癌研究施設は生命科学に深く根ざし、既存のがんの学説にとらわれない立場で研究を進めることを基本としていた。このことが、のちの「がん研究所」の指針となる（生化学部は後に分子生物部と改称）。

### がん研究所の発足 (1967)
そもそも全国の拠点国立大学（旧帝国大学、旧制医科大学）に結核研究所が設置されたのは、戦前、戦中を通じて最大の国民病であり続けた結核研究に国策として取り組むためであった。戦後間もなく、結核患者数、死亡率はともに急速に低下し、このような疾病構造の変化の中で、どのような研究課題を選ぶべきかが、全国の結核研究所で課題となりつつあった。
金沢大学結核研究所においても1953年頃から、岡本所長の「次の時代はがんの研究」という考えの下に、化学部越村三郎教授を中心として、合成抗がん剤の開発研究が進められた。その後、越村教授と岡本教授グループとの共同研究に基づく溶連菌製剤 (PC-B-45) の抗がん効果の発見は、1966年4月日本薬理学会で発表され、全国的にセンセーションを巻き起こした（この間1962～1964年度にわたって、アメリカ国立衛生研究所から金沢大学結核研究所のがん研究グループに奨学金が交付されている）。
研究所の方向転換、医学部癌研究施設との統合の機運が高まり、1967年（昭和42年）5月31日、結核研究所はがん研究所となり医学部附属癌研究施設は廃止、結核研究所附属病院はがん研究所附属病院となった。全国の大学附置結核研究所の改組転換に先駆けて作られた機関となる。

### 方針を巡る動き
PC-B-45 は見事な治療成績を示し、世界のメディアに取り上げられるほど「PC-B-45フィーバー」となった。
がん研究所初代所長岡本肇は、がん制圧の研究領域は生命科学に深く密接していると述べ、既存の学説にとらわれない立場で考えることを基本とし、分子生物学の手法を導入してがんを解明する組織を試みた。当時としては画期的な発想であったが、しかしこれが研究所内での論争を生むこととなる。
がんを分子生物学の方法により解明する試みは先見的であったが、当時はようやく分子生物学が一般化し始めた頃であった。一方当時の国内では、がんの研究は、ヒトの病気として取り扱う病理学が主流となっており、ともに分子レベルでがんを取り扱うところからは程遠いところにあった。したがって、これら両者の間のギャップはあまりに大きく、共通の理解があまりにも乏しかった。生命現象が分子レベルで解明でき、両者の溝が埋められてきたのは20年後のことである。当研究所の紛争は、国内におけるがん研究が抱えていた問題の先鋭的反映でもあった。
加えて、がん研究所は、歴史的背景を異にした2機関が、問題提起（1966年3月頃）から概算要求期限（同年5月末）までのわずか3ヵ月で統合計画が作成されたことを経て創立されたという、特殊な条件の下にあったために、創設直後の管理・運営面から派生した種々の問題をめぐって、研究者間の意見の対立が絶えなかった。
結果、1971年3月26日、石川太刀雄丸所長が辞任し所長不在（所長事務取扱として伊藤亮教授）、1970年12月から1974年12月まで4年以上もの間、教授会の開催不能、がん研究所の予算要求や欠員となった教官の補充などの人事が全面停止、金沢大学評議会など各種学内委員会への参画の停止、がん研附属病院での、医師不足のための診療業務に支障の恐れが生じた。
研究活動は著しく低下し、そのために研究所の評価は低下した。大学院生の入所にも影響をもたらし、若い研究者の才能を研究所の運営に生かすことも実現できなかった。
1972年（昭和47年）頃から研究所の異常事態が好ましくないとの声が高まり、収拾の動きが見られるようになる。1974年11月27日（第21回教授懇談会）では、声明書「金沢大学がん研究所の正常化に当たって」の作成が完了した。そこでは、「研究者の任務が、がんに関する学理とその応用の研究であること」「がん征圧への社会的要請にこたえるため、がん研の研究活動の発展とその成果の向上に努力する」と述べられている。同12月25日、この声明書は学内のほかに文部省、全国国立大学、同附置研究所等に送付された。

### がん研究の先進化
1973年5月から1974年12月まで1年7ヵ月をかけて、教授懇談会で合意事項が形成された。研究所の管理運営は所長を中心に教授会に一元化され、研究の方向や方法およびそれを実現するための組織運営などは粘り強く工夫するとされた。
1976年から、教授選考はすべて全国公募となり、優れた人材を広く集め、研究所の研究と教育のレベル向上を図っている。1997年3月にまとめられた外部評価においては、紛争後の研究所として、全体として高い評価を与えられている。
がんは1981年以降、国内死亡原因の第1位となり、その後も毎年増加し続けた。がんの征圧は社会的にも重大な課題となり、がん研究の一層の前進が急務とされている。

## 沿革
- 1967年 - 金沢大学結核研究所と金沢大学医学部癌研究施設が統合し発足。金沢大学結核研究所附属病院はがん研究所附属病院となる。
- 2001年 - 附属病院が医学部附属病院と統合する。
- 2010年 - 共同利用・共同研究拠点「がんの転移・薬剤耐性に関わる先導的共同研究拠点」に認定される。

## 組織
- 先進がんモデル共同研究センター
  - 腫瘍遺伝学研究分野
  - 分子病態研究分野
  - 上皮幹細胞研究分野

- がん幹細胞研究プログラム
  - 遺伝子・染色体構築研究分野
  - 腫瘍分子生物学研究分野
  - がん・老化生物学研究分野

- がん微小環境研究プログラム
  - 免疫炎症制御研究分野
  - 腫瘍動態制御研究分野
  - 腫瘍細胞生物学研究分野

- がん分子標的探索プログラム
  - シグナル伝達研究分野
  - 腫瘍制御研究分野
  - 機能ゲノミクス研究分野

- がん分子標的医療開発プログラム
  - 腫瘍内科研究分野

- 人材育成プログラム
  - 上皮可塑性・炎症ユニット（PI）
  - がん-免疫系相互作用ユニット（PI）
  - がん幹細胞環境制御ユニット（若手PI）
  - ミトコンドリア動態ユニット（若手PI）